# Avan (Nysätra socken, Västerbotten)
Avan är en sjö i Robertsfors kommun i Västerbotten och ingår i Mångbyån-Kålabodaåns kustområde.